# 鉄砲町 (堺市)
鉄砲町（てっぽうちょう）は、大阪府堺市堺区にある地名。丁に分かれていない単独町名である。住居表示は未実施。

## 地理
堺区の北端に位置する。東は七道西町、南は三宝町、西は南島町、北は大和川を挟んで大阪市住之江区に接する。

### 河川
- 大和川
  - 大和川大橋

## 歴史

### 沿革
1945年（昭和20年）まで1 - 9丁があった。
- 1929年（昭和4年）、堺市三宝村大字南島・三宝村大字松屋・三宝村大字弥三次郎の各一部より成立。
- 1930年（昭和5年）、三宝村大字南島の一部を編入。
- 1945年（昭和20年）、三宝町1 - 9丁・七道西町の一部を編入し、同時に一部が三宝町1 - 9丁・南島町1 - 5丁・松屋町1 - 2丁となる。1 - 9丁を廃止[6]。
- 2006年（平成18年）、堺市が政令指定都市に移行し、行政区を設置。鉄砲町は堺区の所属となる。

## 世帯数と人口
2024年（令和6年）3月31日現在の世帯数と人口は以下の通りである。
| 丁     | 世帯数  | 人口  |
| ------ | ------- | ----- |
| 鉄砲町 | 133世帯 | 205人 |

### 人口の変遷
国勢調査による人口の推移。
| 1995年（平成7年）  | 213人 | [ 7 ]  |  |
| 2000年（平成12年） | 229人 | [ 8 ]  |  |
| 2005年（平成17年） | 170人 | [ 9 ]  |  |
| 2010年（平成22年） | 179人 | [ 10 ] |  |
| 2015年（平成27年） | 173人 | [ 11 ] |  |
| 2020年（令和2年）  | 190人 | [ 12 ] |  |

### 世帯数の変遷
国勢調査による世帯数の推移。
| 1995年（平成7年）  | 96世帯  | [ 7 ]  |  |
| 2000年（平成12年） | 104世帯 | [ 8 ]  |  |
| 2005年（平成17年） | 81世帯  | [ 9 ]  |  |
| 2010年（平成22年） | 78世帯  | [ 10 ] |  |
| 2015年（平成27年） | 82世帯  | [ 11 ] |  |
| 2020年（令和2年）  | 113世帯 | [ 12 ] |  |

## 学区
市立小・中学校に通う場合、学区は以下の通りとなる。
| 町名   | 番地 | 小学校           | 中学校           |
| ------ | ---- | ---------------- | ---------------- |
| 鉄砲町 | 全域 | 堺市立三宝小学校 | 堺市立月州中学校 |

## 事業所
2021年（令和3年）現在の経済センサス調査による事業所数と従業員数は以下の通りである。
| 町名   | 事業所数  | 従業員数 |
| ------ | --------- | -------- |
| 鉄砲町 | 146事業所 | 1,966人  |

## 交通

### 鉄道
- 南海電気鉄道南海本線 - 七道駅

### バス
- 南海バス[15]
  - 16系統：七道駅前通
  - 61系統：イオンモール堺鉄砲町 → 七道駅前通

### 道路
- 阪神高速道路6号大和川線 鉄砲出入口 ※東行入口・西行出口が当町に所在。
- 国道26号

## 施設
- イオンモール堺鉄砲町

## 史跡
- 鉄砲鍛冶射的場跡碑

## 郵便
- 郵便番号：590-0905[3]（集配局：堺郵便局[16]）。

## ギャラリー

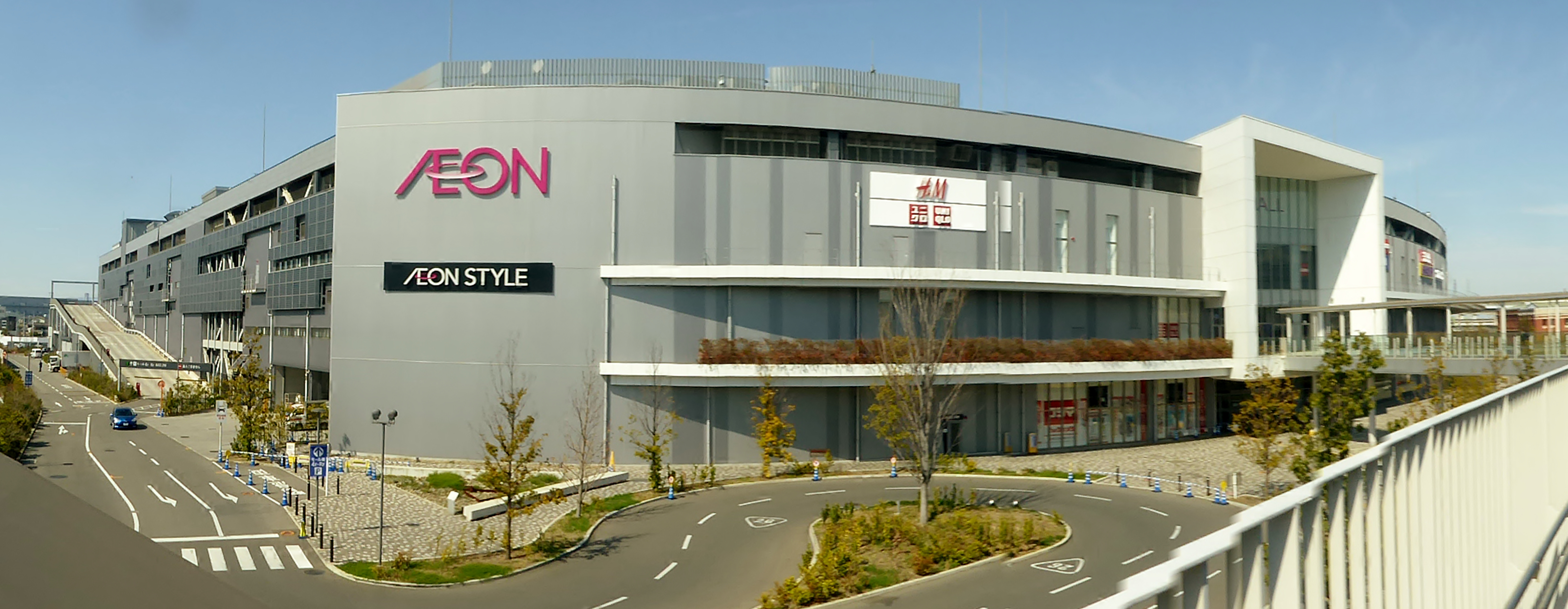
イオンモール堺鉄砲町
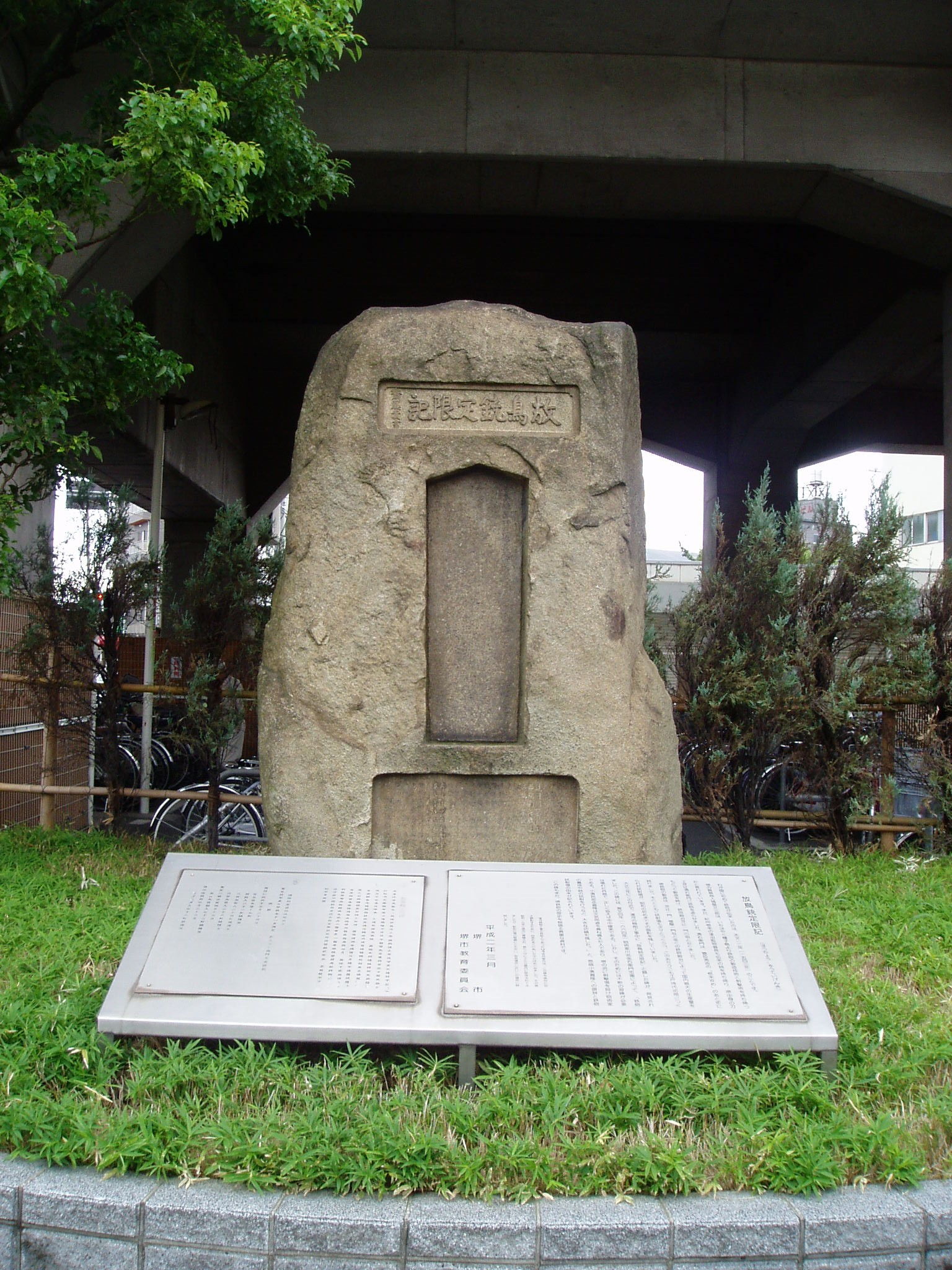
放鳥銃定限記碑